# Ischnoptera neomelasa
Ischnoptera neomelasa es una especie de cucaracha del género Ischnoptera, familia Ectobiidae. Fue descrita científicamente por Rocha e Silva en 1984.
Habita en Brasil.